# .sn
Pour les articles homonymes, voir SN.
.sn est le domaine de premier niveau national (country code top level domain : ccTLD) réservé au Sénégal.
Il est géré par le NIC Sénégal qui est le comité de gestion des noms de domaines .sn délégué par l'université Cheikh Anta Diop de Dakar.
Ce comité de gestion est placé sous la supervision d'un comité national d'orientation présidé par l'Autorité de régulation des télécommunications et des postes du Sénégal (ARTP) et assure :
- la gestion de la charte de nommage :
- politique de nommage ;
- instructions des demandes ;
- gestion des conflits ;
- enregistrement des noms de domaines :
- gestion des procédures d’enregistrement ;
- gestion de la base de données ;
- gestion de la plateforme technique.

Le NIC Sénégal ne traite que les demandes pour la zone .sn, il n'est pas habilité à effectuer des opérations dans les zones des autres pays ou dans les zones organisationnelles comme .com et .edu 
Des enregistrements sous :
- ORG.SN, organisations ou associations ;
- COM.SN, organisme à caractère commercial ;
- ART.SN, métiers de la culture ;
- EDU.SN, établissements d'enseignement et de formation professionnelle ;
- PERSO.SN, personnes physiques ;

peuvent cependant être effectués sous des conditions particulières liées à la charte de nommage.